# Eylauer Seenplatte

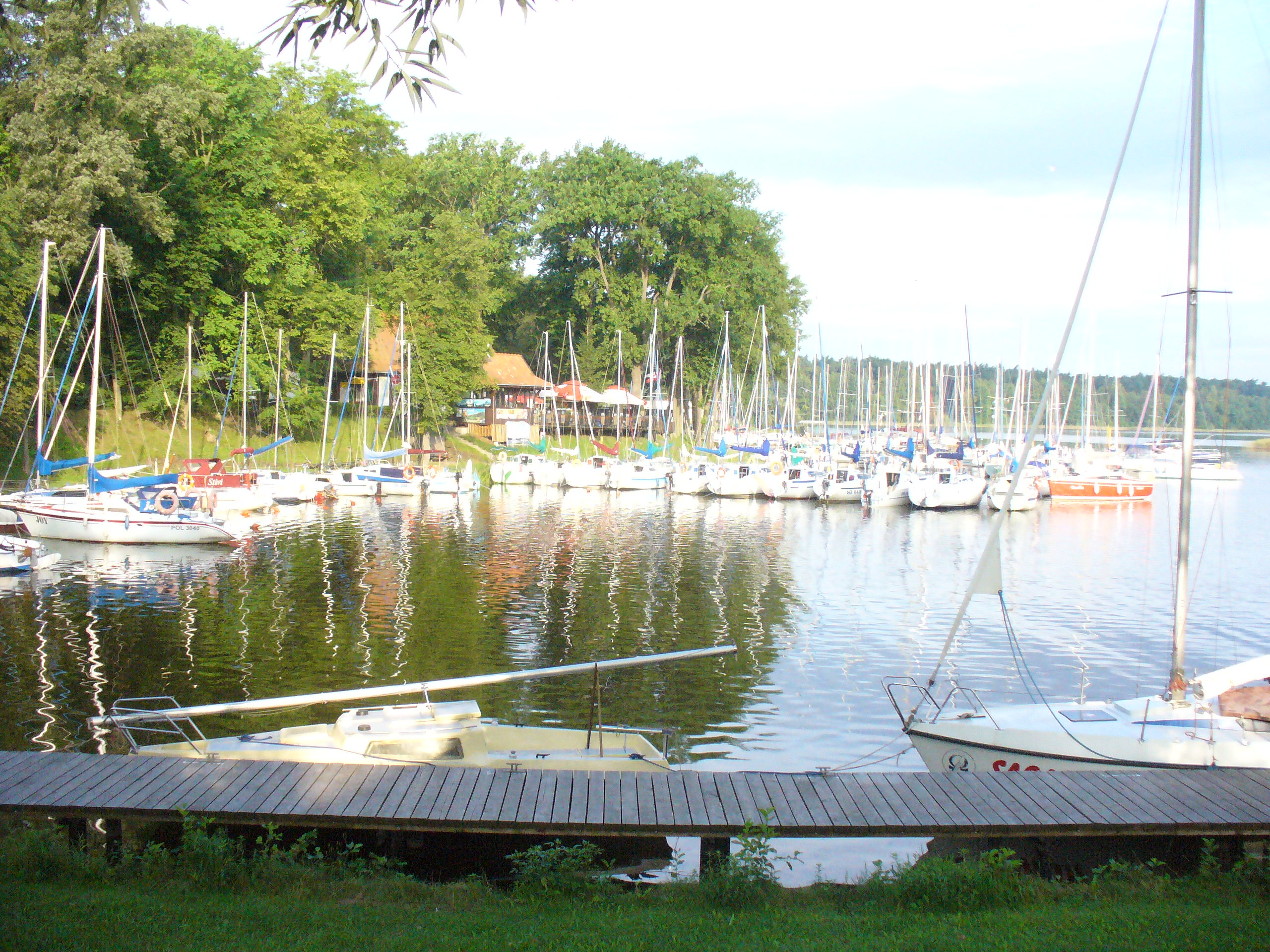
Marina in Iława am Jeziorak

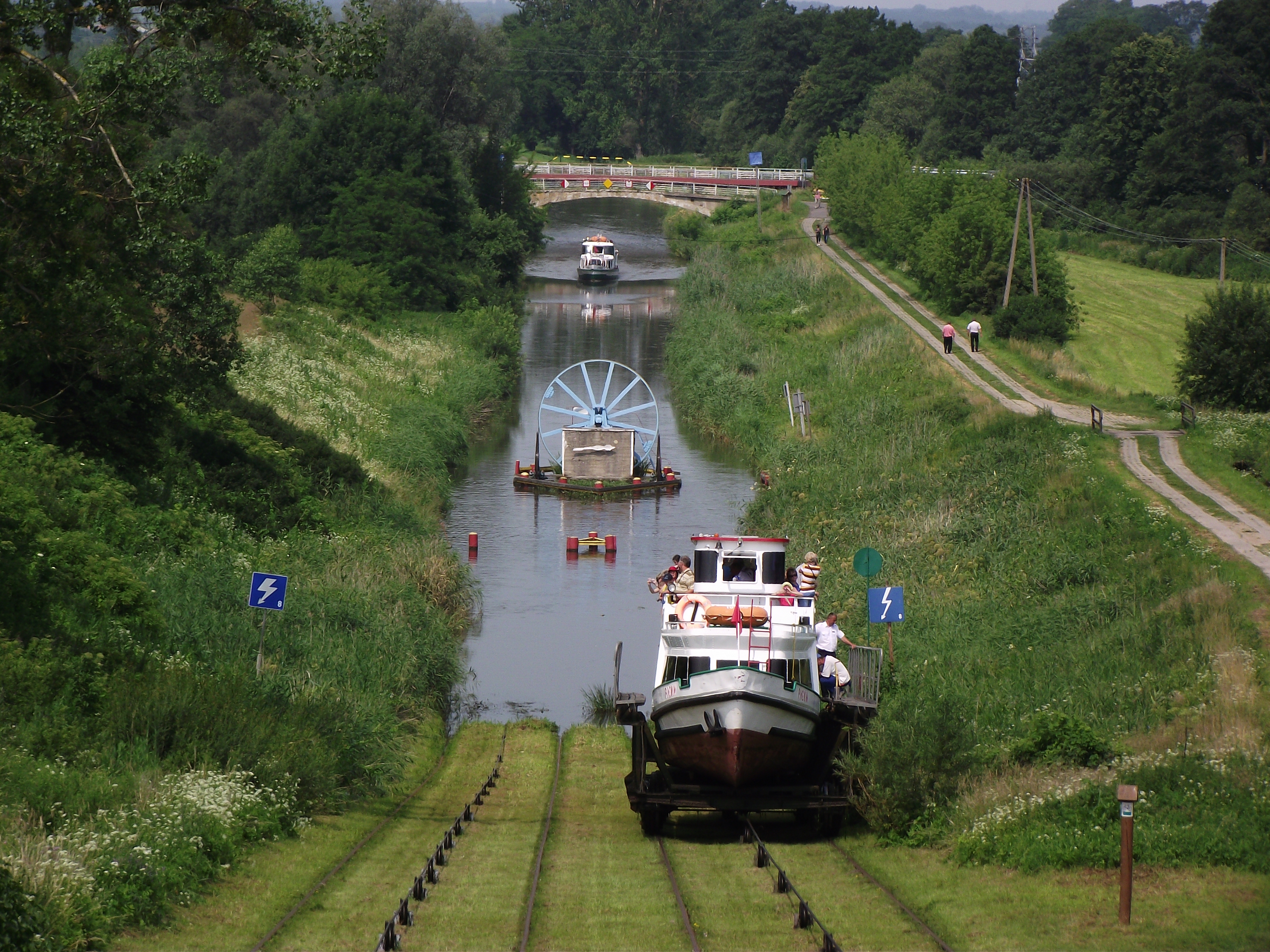
Oberländischer Kanal

Die Eylauer Seenplatte (poln. Pojezierze Iławskie) ist eine Makroregion sowie Seenlandschaft in den Woiwodschaften Ermland-Masuren in Polen. Sie wird manchmal auch als Westmasurische Seenplatte bezeichnet, was historisch falsch ist, da die Region nie Teil von Masuren war, sondern zum Oberland gehört hat (daher auch die Bezeichnung Oberländischer Kanal). Die Region ist ca. 4230 km² groß.

## Lage
Die Eylauer Seenplatte ist Teil der Südbaltischen Seenplatte, deren östlichstes Gebiet sie darstellt. Sie liegt um die namensgebende Stadt Iława um den See Jeziorak und reicht im Osten bis an die Masurische Seenplatte, im Norden an das Pobrzeże Gdańskie, im Westen an das Untere Weichseltal und im Süden an die Kulm-Dobrzyń-Seenplatte.

## Geologie
Die Eylauer Seenplatte bestehen aus einer Vielzahl von Seen in einer Moränenlandschaft. Charakteristisch für diese Landschaft sind glaziale Rinnen zwischen den Hügeln, entstanden durch die abtragende Wirkung der Schmelzwässer beim Abschmelzen der Gletscher, die später die Seen aufnahmen.

## Seen
Die größten Seen sind:
- Jeziorak (Geserichsee)
- Narie (Nariensee)
- Jezioro Drwęckie  (Dussee)

Viele der Seen sind durch zahlreiche Kanäle, zum Beispiel den Oberländischen Kanal verbunden, der die Region auch mit dem Frischen Haff und damit der Danziger Bucht der Ostsee verbindet.

## Flüsse
Die Eylauer Seenplatte entwässern insbesondere nach Süden über die Drwęca (Drewenz) in die Weichsel. Andere wichtige Flüsse sind die Pasłęka (Passarge), Osa (Ossa) und am westlichen Rand die Weichsel. Über den Oberländischen Kanal ist sie mit dem Frischen Haff verbunden.

## Naturschutz
Die Eylauer Seenplatte wird durch den Landschaftsschutzpark Eylauer Seenplatte mit zahlreichen Naturreservaten geschützt.

## Besiedlung
Die Eylauer Seenplatte ist im Vergleich zur Masurischen Seenplatte relativ dicht besiedelt. Zu den größeren Kleinstädten zählen:
- Kwidzyn
- Iława
- Morąg
- Susz
- Ostróda
- Zalewo
- Miłomłyn
- Prabuty
- Kisielice
- Dzierzgoń
- Sztum
- Łasin

## Wirtschaft
Mangels Industrie  gilt die Region in Polen als wirtschaftsschwach. Die Wirtschaft konzentriert sich vor allem auf Forstwirtschaft, Holzindustrie, Landwirtschaft und Dienstleistungen, insbesondere Tourismus.

### Tourismus
Die Eylauer Seenplatte ist ein bedeutendes Zielgebiet des Tourismus mit einer Vielzahl von Marinas, Badestellen, Angelmöglichkeiten, Anlegestellen, ausgebauten Fernwander- und Fernfahrradwegen, Campingplätzen, Hotels und Gastronomie. Die Weiße Flotte verkehrt mit Ausflugschiffen unter anderem auf dem Oberländischen Kanal. Bei Seglern ist insbesondere der See Jeziorak mit zahlreichen Marinas, Inseln und Buchten beliebt.